# Fédération chypriote de basket-ball
La Fédération chypriote de basket-ball ou KOK, (en grec Κυπριακή Ομοσπονδία Καλαθόσφαιρας ; en turc : Kıbrıs Basketbol Federasyonu) est une association, fondée en 1966, chargée d'organiser, de diriger et de développer le basket-ball à Chypre.
La KOK représente le basket-ball auprès des pouvoirs publics ainsi qu'auprès des organismes sportifs nationaux et internationaux et, à ce titre, Chypre dans les compétitions internationales. Elle défend également les intérêts moraux et matériels du basket-ball chypriote. Elle est affiliée à la FIBA depuis 1974, ainsi qu'à la FIBA Europe.
La KOK organise également les championnats championnats nationaux.